# Giovanni Sacco
Giovanni Sacco (ur. 24 września 1943 w San Damiano d’Asti; zm. 17 grudnia 2020 w Asti) – włoski piłkarz, grający na pozycji pomocnika, trener piłkarski.

## Kariera piłkarska

### Kariera klubowa
Wychowanek Juventusu, w barwach którego w 1962 rozpoczął karierę piłkarską. W sezonie 1965/66 został wypożyczony do Lazio. W 1969 został piłkarzem Atalanty. W 1973 przeszedł do Reggiany, w której zakończył karierę piłkarską w roku 1976.

### Kariera reprezentacyjna
W 1963 roku rozegrał jeden mecz w młodzieżowej reprezentacji Włoch.

## Kariera trenerska
W 1980 roku rozpoczął pracę trenerską w klubie Imperia. Potem do 1990 prowadził kluby Pro Vercelli, Asti, Savona, Casale i Aosta.
Zmarł 17 grudnia 2020 roku w wieku 77 lat.

## Sukcesy i odznaczenia

### Sukcesy reprezentacyjne
Włochy U-21
- mistrz Igrzysk śródziemnomorskich: Neapol 1963

### Sukcesy klubowe
Juventus
- mistrz Włoch: 1966/67
- zdobywca Pucharu Włoch: 1964/65
- zdobywca Coppa delle Alpi: 1963

### Sukcesy trenerskie
Imperia
- mistrz Serie D: 1980/81 (gr. A)

Pro Vercelli
- mistrz Campionato Interregionale: 1983/84 (gr. A)